# Ƶ
Ƶ, ƶ (Z со штрихом) — буква латиницы. В большинстве языков является вариантом буквы Z, хотя может являться и отдельной буквой.

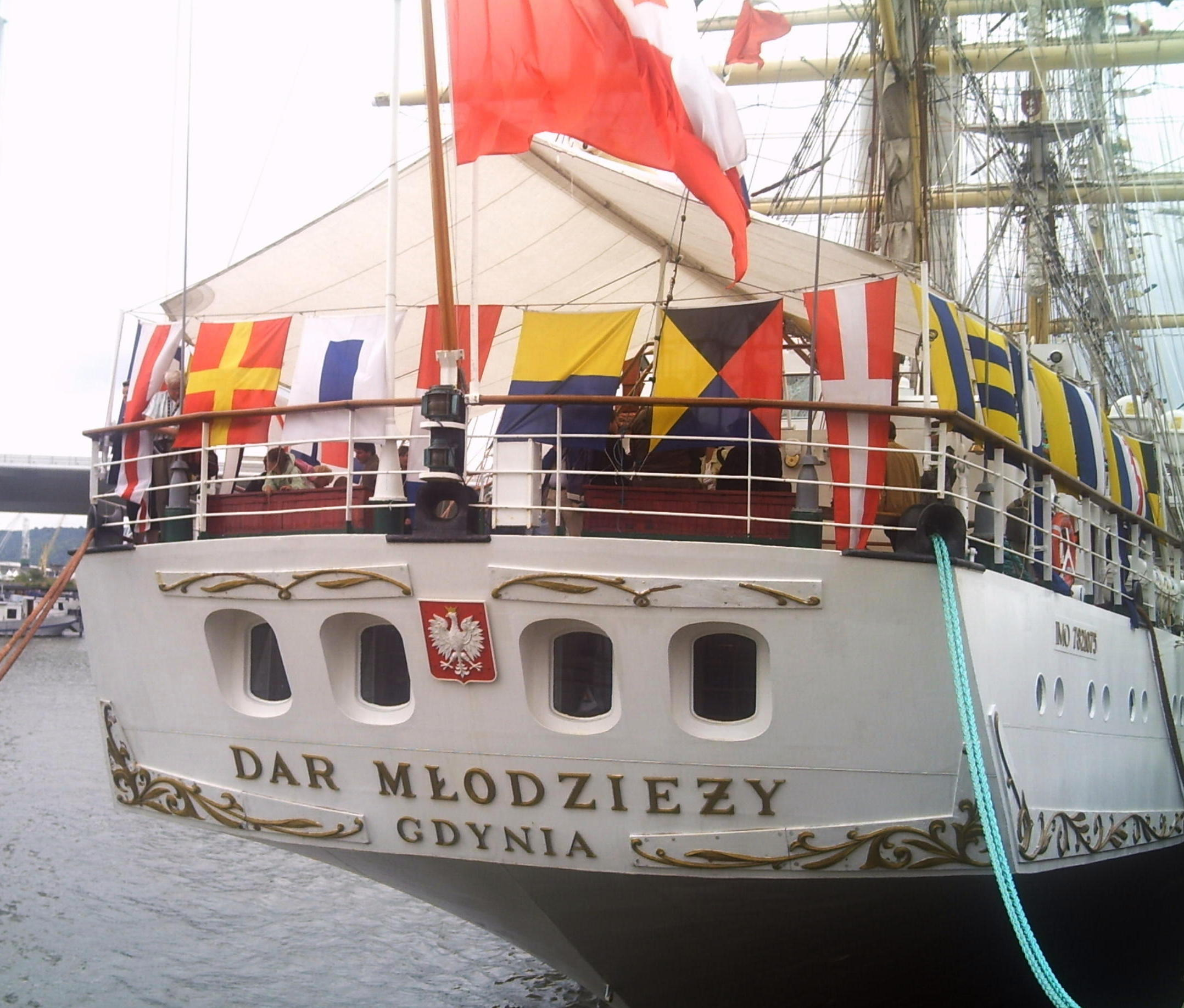
В польском языке Ƶ — то же, что и Ż

В польском языке буква Ƶƶ является другим вариантом написания буквы Żż.
В итальянском языке букву иногда используют для обозначения звука «дз», в то время как простое Zz обозначает «ц» (в стандартной итальянской типографике этого различия нет).
В проекте чеченского алфавита на основе латиницы Н. Ф. Яковлева и Хаджиева 1920-х годов являлась 36-й буквой. В чеченской латинице, использовавшейся в 1992—2000 годах, являлась 17-й буквой и обозначала звуки [ʒ] и [d͡ʒ].
Также присутствует в версиях Юнифона для английского (40-я буква алфавита), языка хупа (№ 32), Shaw-Malone Forty-Phoneme Alphabet (№ 39) и Indian Unifon Single-Sound Alphabet (№ 42), где обозначает звук [z].
В новом тюркском алфавите буква обозначала звук [ʒ]. Также её планировалось использовать для замены кириллической Ж в проекте русской латиницы 1930 г. Входила и в Единый северный алфавит.
Символ Ƶ иногда использовался для обозначения денежной единицы заир; также использовался для обозначения вымышленной денежной единицы «галактического кредита» (англ. Galactic Credits) в фантастическом сериале «Доктор Кто».
Белинский предлагал использовать Ƶ в русской латинице вместо Ж.